# Haysville (Kansas)
Haysville és una població dels Estats Units a l'estat de Kansas. Segons el cens del 2000 tenia 8.502 habitants.

## Demografia
Segons el cens del 2000, Haysville tenia 8.502 habitants, 3.021 habitatges, i 2.350 famílies. La densitat de població era de 935,2 habitants/km².
Dels 3.021 habitatges en un 42,4% hi vivien nens de menys de 18 anys, en un 62% hi vivien parelles casades, en un 11,1% dones solteres, i en un 22,2% no eren unitats familiars. En el 19,1% dels habitatges hi vivien persones soles el 8,6% de les quals corresponia a persones de 65 anys o més que vivien soles. El nombre mitjà de persones vivint en cada habitatge era de 2,78 i el nombre mitjà de persones que vivien en cada família era de 3,18.
Per edats la població es repartia de la següent manera: un 30,8% tenia menys de 18 anys, un 8,5% entre 18 i 24, un 28,8% entre 25 i 44, un 20,5% de 45 a 60 i un 11,4% 65 anys o més.
L'edat mediana era de 34 anys. Per cada 100 dones de 18 o més anys hi havia 94 homes.
La renda mediana per habitatge era de 46.667 $ i la renda mediana per família de 50.118 $. Els homes tenien una renda mediana de 37.626 $ mentre que les dones 23.681 $. La renda per capita de la població era de 18.484 $. Entorn del 2,9% de les famílies i el 4,4% de la població estaven per davall del llindar de pobresa.

## Poblacions més properes
El següent diagrama mostra les poblacions més properes.